# Abolição (Rio de Janeiro)
Abolição é um bairro da Zona Norte do município do Rio de Janeiro. Faz limites com os bairros de Pilares, Piedade, Encantado e Engenho de Dentro.

## Estrutura
O bairro da Abolição é considerado um dos centros da região, pois se encontra muito perto (apenas 2 km) do Norte Shopping, o maior shopping center da cidade, da via expressa Linha Amarela, que faz o acesso para a região da Barra da Tijuca e Jacarepaguá ser simples e rápido (em 20 a 25 minutos se está na praia da Barra) e dos bairros do Méier (apenas 4 km) e Madureira (apenas 5 km), áreas de grande comércio, além de no próprio bairro, no Largo da Abolição (que se localiza na Avenida Dom Hélder Câmara), existir um comércio muito forte e diversificado, com supermercados, farmácias, hortifrutis, bazares, armarinhos, açougues, padarias, bares, restaurantes, papelarias, lan houses, lojas de conveniência, postos de combustível, fast-foods, floriculturas, salões de beleza, lanchonetes, bancos, lojas de autopeças, oficinas, pet shops, academias, dentre outras opções. Também se localiza muito perto do bairro o Estádio Olímpico Nilton Santos, o Engenhão.
O bairro é conhecido por abrigar a casa de shows Sambola Hall, a academia de grande porte da Rede Body Coach Clube também a empresa de locação de brinquedos infantis WV Brinquedos. Também é conhecido por ter abrigado a pizzaria, confeitaria e restaurante York, fechada há alguns anos e demolida em 2020. Há a expectativa de ser erguido outro estabelecimento do mesmo ramo e com outros proprietários no terreno onde havia a pizzaria York.
O bairro também é conhecido por ter sido escolhido pelo Bispo Edir Macedo para fundar a 1ª  Igreja Universal do Reino de Deus (IURD), ou apenas Universal, que em 2019 completa 42 anos de história e se expandiu para mais de 105 países.
Pelas estimativas próprias, são cerca de oito milhões de seguidores e quinze mil pastores espalhados em cento e cinco países,[7][19] sendo mais popular em nações de língua portuguesa.[20][21]É uma das maiores organizações religiosas do Brasil e a 29ª maior igreja em números de seguidores do mundo.[5][22] Em 2015, de acordo com pesquisa do Datafolha, a Universal é a quinta instituição de maior prestígio no Brasil, a frente do Poder Judiciário e da Presidência da República.[23][24]

### Transportes
O bairro é bem servido com linhas de ônibus que o ligam para bairros das Zonas Sul, Oeste, Centro e da própria Zona Norte e pra cidades da Baixada Fluminense. Faz ponto final no bairro a linha 457 (Abolição x Siqueira Campos/Copacabana) , mas passam pelo bairro as linhas 254 (Castelo x Madureira), 265 (Castelo x Marechal Hermes), SP265 (São Cristóvão x Marechal Hermes), 371  (Praça Seca x Praça Tiradentes), 544 (Méier x Nova Iguaçu), 560 (Méier x Caxias), 624(Praça da Bandeira x Mariópolis), 638 (Marechal Hermes x Praça Saens Peña), 639 (Jardim América x Praça Saens Peña), SV639 (Jardim América x Saens Pena - Via Shopping Brasil), 652 (Méier x Cascadura) SV669 (Méier x Pavuna), 690 (Méier x Madureira), 692 (Méier x Alvorada/Barra da Tijuca Via linha Amarela), 692 (Meier x Alvorada Expresso), 729 (Méier x São Vicente-Belford Roxo), 917 (Bonsucesso x Realengo), SV917 (Bonsucesso x Realengo Via Rua Marina), 946 (Engenho da Rainha x Pavuna) e 2345 (Castelo x Vila Valqueire).
O bairro também é privilegiado por ser bem próximo da estação trem de Pilares (que faz parte do ramal Central-Belford Roxo) e Estação Engenho de Dentro (que faz parte do ramal Central-Deodoro), bairros vizinhos, além de ser muito próximo também dos bairros de Inhaúma, Del Castilho e Maria da Graça onde se localizam estações de metrô.
Sua principal via do bairro é a Avenida Dom Hélder Câmara (antiga Suburbana). além das Ruas Silva Xavier, Moreira, Ferreira Leite, Basílio da Gama, Macedo Braga e Glaziou. e da Rua da Abolição, que devido a Linha Amarela, ficou dividido em duas partes e que com a construção do Viaduto da Abolição, voltou a ser direta no sentido Engenho de Dentro-Abolição somente.

## Sociedade
É um dos 15 bairros com melhores indicadores sociais da Zona Norte carioca, com IDH de 0,857 (ano 2000), um IDH considerado elevado, possuindo majoritariamente uma população de classe média. 
A Abolição também se destaca por ter um caráter muito residencial e tranquilo de suas ruas internas, muito arborizadas e sossegadas, ainda que conte com um relevante centro comercial nos arredores do Largo da Abolição, e é considerado um bairro relativamente seguro. Possui apenas uma favela, ao final das ruas Paquequer e Figueiredo Pimentel (no limite norte do bairro), a comunidade do Morro do Urubu, que possui acessos também pelos bairros de Piedade, Pilares e Tomás Coelho.

## Moradores ilustres e mídia
No bairro morou o cantor Anderson Leonardo do grupo de pagode Molejo, além de já terem morado a política Benedita da Silva e os cantores Latino e Valesca Popozuda.
O bairro era cenário do humorístico da TV Globo A Diarista, onde vivia a personagem Marinete, vivida pela atriz Cláudia Rodrigues, além de ter sido retratado em diversas obras do escritor Lima Barreto.

## Localização
O bairro da Abolição faz parte da região administrativa de Méier. Os bairros integrantes da região administrativa são: Abolição, Água Santa, Cachambi, Encantado, Engenho de Dentro, Engenho Novo, Jacaré, Lins de Vasconcelos, Méier, Piedade, Pilares, Riachuelo, Rocha, Sampaio, São Francisco Xavier e Todos os Santos.